# 马集镇 (太和县)
马集乡，是中华人民共和国安徽省阜阳市太和县下辖的一个乡镇级行政单位。

## 行政区划
马集乡下辖以下地区：
马集村、港南村、马南村、西张集村、永兴集村、马北村、港北村、港西村和港集村。